# Justicia albobractea
Justicia albobractea är en akantusväxtart som beskrevs av Emery Clarence Leonard. Justicia albobractea ingår i släktet Justicia och familjen akantusväxter. Inga underarter finns listade i Catalogue of Life.